# Tom Baxter
Tom Baxter (Ipswich, 29 ottobre 1973) è un cantautore britannico.
Dopo un debutto, con pochi consensi, con un primo album nel 2004, ha raggiunto un discreto successo anche a livello internazionale con il secondo album, pubblicato nel 2008.
La sua canzone più nota è Better.

## Biografia

### Gli esordi e il primo disco
Nato in Cornovaglia ma stabilitosi a Londra a diciannove anni per frequentare una scuola di musica, ha successivo intrapreso l'attività di artista indipendente.
Ha debuttato discograficamente solo nel maggio del 2004 con la pubblicazione, da parte della Columbia, del suo EP di debutto, l'eponimo Tom Baxter, contenente i brani My Declaration, Joanna e la traccia dal vivo Half a Man. Questa prima pubblicazione ha preceduto di pochi mesi l'album di debutto, Feather and Stone, pubblicato ad ottobre per la medesima etichetta; il disco, che non ha riscosso un grande successo in classifica in Regno Unito raggiungendo la sessantacinquesima posizione, conteneva anche i brani presenti nell'EP. L'unico singolo classificatosi fu il brano This Boy, che raggiunse la sessantacinquesima posizione della classifica britannica dei singoli.

### Il secondo album
Dopo essere stato licenziato dalla Colombia per lo scarso successo del primo disco, ha firmato un contratto con la Charisma per la quale, nel 2008, ha pubblicato il suo secondo disco, dal titolo Skybound. Da questo disco è stato estratto come primo singolo il brano Better, utilizzato come colonna sonora del film Run Fatboy Run; la canzone è stata successivamente ripresa dai Boyzone che, pubblicando la cover come singolo, hanno raggiunto la ventiduesima posizione della classifica britannica, riuscendo a migliorare il risultato della versione originale, arenatasi alla posizione numero sessantasette. La versione di Baxter, tuttavia, conobbe popolarità anche oltre i confini britannici, venendo presentata anche in altre nazioni, tra cui il Festivalbar 2008 in Italia.
Successivamente è stata pubblicata come secondo singolo la canzone Tell Her Today. Il disco ha riscosso comunque un successo ben maggiore rispetto al precedente, piazzandosi al dodicesimo posto della classifica degli album britannica.

## Discografia

### Album
Feather & Stone
1. My Declaration
2. This Boy
3. Under The Thumb
4. Girl From The Hills
5. The Moon And Me
6. Day In Verona
7. All Comes True
8. Almost There
9. Don't Let Go
10. Scorpio Boy

Skybound
1. Night Like This
2. Skybound
3. Better IRE#10
4. Tell Her Today
5. Miracle
6. Last Shot
7. Tragic
8. Half A Man
9. Icarus Wings
10. Light Me Up

The Uncarved Block - Part One
1. Boy Beneath The Stone
2. Hosanna
3. Lift Up My Wings
4. Sugarcane
5. Sail Away
6. Living
7. Arc Of Your Mallet
8. The Uncarved Block
9. String And Bow
10. Love Is Not Enough
11. Merry-Go-Round

The Other Side Of Blue
1. The Other Side Of Blue
2. For Crying Out Loud
3. The Ballad Of Davey Graham
4. Black Are The Gypsy Horses
5. Cold
6. Hot Wax To A Stone
7. Heroes & Monsters
8. One Life
9. Do You Know Me
10. In Your Hands
11. Lover
12. Where The Wild River Runs

### EP
- 2004 - Tom Baxter

The EP
1. My Declaration
2. Joanna
3. Half A Man Live

### Singoli
- 2004 - This Boy
- 2004 - My Declaration
- 2005 - The Moon & Me
- 2008 - Miracle
- 2008 - Better
- 2008 - Tell Her Today